# Liste der Bischöfe von Fidenza
Die folgenden Personen waren Bischöfe von Borgo San Donnino und Fidenza (Italien):

## Bischöfe von Borgo San Donnino
- Papirio Picedi (1603–1606) (danach Bischof von Parma bis 1614)
- Giovanni Linati (1606–1619) (danach Bischof von Piacenza bis 1627)
- Alfonso Pozzi (1620–1626)
- Ranuzio Scotti Douglas (1627–1650) † 1659
- Filippo Casoni (1650–1659)
- Alessandro Pallavicini, OSB (1660–1675)
- Gaetano Garimberti, CR (1675–1684)
- Nicolò Caranza (1686–1697)
- Giulio Della Rosa (1698–1699)
- Alessandro Roncovieri (1700–1711)
- Adriano Sermattei (1712–1719) (danach Bischof von Viterbo bis 1731)
- Gherardo Zandemaria (1719–1731) (danach Bischof von Piacenza bis 1747)
- Severino Antonio Missini (1732–1735)
- Girolamo Bajardi (1753–1775)
- Alessandro Garimberti (1776–1813)
- Aloisio (Luigi) San Vitale (1817–1836) (auch Bischof von Piacenza)
- Giovanni Neuschel (1836–1843) † 1863
- Pier Grisologo Basetti (1843–1857)
- Giuseppe Buscanni (1871–1872)
- Gaetano Camillo Guindani (Guindari) (1872–1879) (auch Bischof von Bergamo)
- Vincenzo Manicardi (1879–1886) (auch Bischof von Reggio Emilia)
- Giovanni Battista Tescari (1886–1902)
- Pietro Terroni (1902–1907)
- Leonida Mapelli (1907–1915)
- Giuseppe Fabbrucci (1915–1927)

## Bischöfe von Fidenza
- Giuseppe Fabbrucci (1927–1930)
- Mario Vianello (1931–1943) (auch Erzbischof von Perugia)
- Francesco Giberti (1943–1952)
- Paolo Rota (1952–1960)
- Guglielmo Bosetti (1961–1962)
- Mario Zanchin (1962–1988)
- Carlo Poggi (1988–1997)
- Maurizio Galli (1998–2007)
- Carlo Mazza (2007–2017)
- Ovidio Vezzoli (seit 2017)